# ثيودور إيب
ثيودور إيب (بالإنجليزية: Theodore Epp)‏ هو مقدم برامج إذاعية أمريكي، ولد في 27 يناير 1907 في Oraibi, Arizona ‏ في الولايات المتحدة، وتوفي في 13 أكتوبر 1985 في لنكن في الولايات المتحدة.